# Gregory River (vattendrag i Australien, Queensland, lat -19,60, long 144,67)
Gregory River är ett vattendrag i Australien. Det ligger i delstaten Queensland, omkring 1 200 kilometer nordväst om delstatshuvudstaden Brisbane.
Omgivningarna runt Gregory River är huvudsakligen savann. Trakten runt Gregory River är nära nog obefolkad, med mindre än två invånare per kvadratkilometer.  Genomsnittlig årsnederbörd är 736 millimeter. Den regnigaste månaden är januari, med i genomsnitt 189 mm nederbörd, och den torraste är augusti, med 6 mm nederbörd.